# Andriivka, Krînîcikî
Andriivka (în ucraineană Андріївка) este localitatea de reședință a comunei Andriivka din raionul Krînîcikî, regiunea Dnipropetrovsk, Ucraina.

## Demografie
Componența lingvistică a localității Andriivka
     Ucraineană (96,52%)
     Rusă (2,49%)
Conform recensământului din 2001, majoritatea populației localității Andriivka era vorbitoare de ucraineană (96,52%), existând în minoritate și vorbitori de rusă (2,49%).